# Frank Jordan

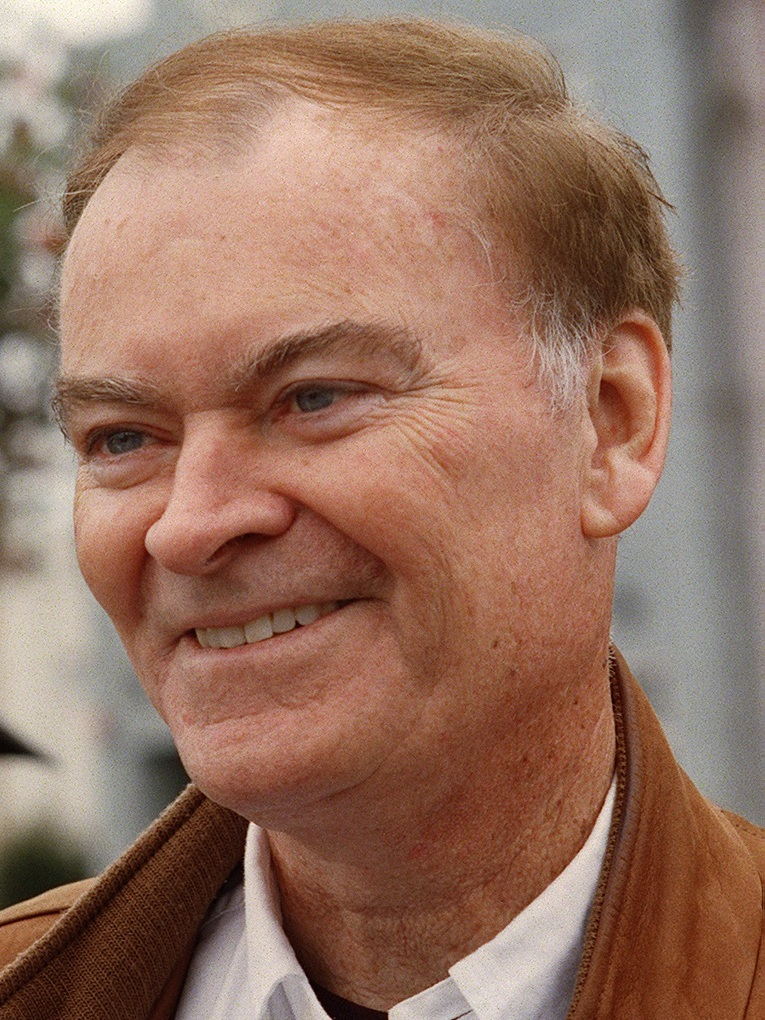
Foto de Frank Jordan.

Francis M. “Frank” Jordan (nascido em 20 de fevereiro de 1935) é um político e executivo dos Estados Unidos.
Jordan nasceu em São Francisco em 1935 e graduou-se na Sacred Heart High School em 1953. Ele estudou ciências políticas na Universidade de São Francisco em 1975. Foi prefeito de São Francisco de 1992 até 1996.